# Peoria City
El Peoria City es un equipo de fútbol de Estados Unidos que juega en la USL League Two, la cuarta división nacional.

## Historia
El club fue fundado en el año 2020 en la ciudad de peoria, Illinois por quien fuera dueño del K–W United, el canadiense Barry MacLean junto a John Dorn, además del exjugador de la Major League Soccer Tim Regan como el primer entrenador en la historia del club. El club fue uno de los equipos de expansión de la USL League Two para la temporada de 2020, pero su introducción se retrasó un año debido a que la temporada 2020 fue cancelada por la pandemia de COVID-19. Debido a otro retraso se volvió a retrasar su debut en la liga hasta enero de 2022.
El Peoria City jugó su primer partido el 14 de abril de 2022 ante 1,114 espectadores en el empate 2–2 ante Minneapolis City SC. El 15 de julio el Peoria City clasificó al playoff de la USL League 2 debido a que superó en el enfrentamiento directo al Thunder Bay Chill. El club perdió por 1-3 en la primera ronda de los playoffs ante el Chicago FC United en el Atwood Stadium en Flint, Michigan.
En su tercer año de existencia el Peoria City recorrió el llamado "camino de la Cenicienta" donde su récord fue de 12-4-5 luego de ganar cuatro partidos seguidos en el playoff. Peoria fue seleccionada como la sede para el USL2 National Championship al que asistieron 3,100 personas. El Peoria perdió la final por 2-3 ante el Seacoast United, por lo que fue subcampeón.